# Paul Hogan
Paul Hogan AM (Lightning Ridge, Nova Gal·les del Sud, 8 d'octubre de 1939) és un actor, productor i guionista australià. No confondre amb el realitzador i guionista australià Paul John Hogan.
Candidat als premis Oscar i als BAFTA, va guanyar un Globus d'Or al millor actor musical o còmic. És conegut per les seves intervencions en pel·lícules com la saga Cocodril Dundee i  Flipper (1996). També ha fet publicitat per al Subaru Outback.

## Biografia
Paul Hogan va néixer el 8 d'octubre de 1939 a Lightning Ridge, Nova Gal·les del Sud (Australia).
Va treballar com aparellador durant la construcció del pont del port de Sydney; mentre hi treballava va ser descobert per un concurs que buscava cares noves.
Es va casar amb Noelene el 1958 i es van divorciar el 1981, paradoxalment van tornar a contreure matrimoni l'any següent per tornar a divorciar-se el 1989. Van tenir cinc fills, Lauren, Scott, Clay, Todd i Brett, aquest últim també actor. Després es va casar amb la seva companya de repartiment de Cocodril Dundee (1986), Linda Kozlowski el 5 de maig de 1990, van tenir un fill, Chance. Actualment viu en una casa restaurada, d'estil victorià, a prop de Santa Barbara, Califòrnia (Estats Units).
L'agost de 2010, després d'anar al funeral de la seva mare a Austràlia, la Hisenda d'aquest país li va impedir de tornar als Estats Units per uns deutes fiscals estimats en 150 milions de dòlars australians, aproximadament 105 milions d'euros.

## Filmografia
- 1973: The Paul Hogan Show (sèrie de televisió)
- 1980: Fatty Finn, de Maurice Murphy
- 1985: Anzacs, de Pino Amenta, John Dixon i George Miller (fulletó TV)
- 1986: Crocodile Dundee, de Peter Faiman: Mick Dundee
- 1988: Crocodile Dundee II, de John Cornell: Mick Dundee
- 1990: Almost an Angel,de John Cornell
- 1993: Lightning Jack, de Simon Wincer
- 1996: Flipper, d'Alan Shapiro
- 1998: Floating Away, de John Badham
- 2001: Crocodile Dundee in Los Angeles, de Simon Wincer: Mick Dundee
- 2004: Strange Bedfellows, de Dean Murphy
- 2009: Charlie and Boots, de Dean Murphy

## Premis i nominacions

### Premis
- 1987. Globus d'Or al millor actor musical o còmic per  Crocodile Dundee

### Nominacions
- 1987. Oscar al millor guió original per Crocodile Dundee
- 1987. BAFTA al millor actor per Crocodile Dundee
- 1987. BAFTA al millor guió original per Crocodile Dundee